# 汉娜·西基厄
汉娜·西基厄（芬蘭語：Hanne Sikiö，1978年3月19日—），芬兰女子冰球运动员，场上位置是前锋。她曾代表芬兰国家队参加2002年冬季奥林匹克运动会冰球比赛，获得第4名。